# Sarah Grey
Sarah Grey ( 19 de mayo de 1996) es una actriz canadiense.

## Vida y carrera .
Grey nació en Nanaimo, Columbia Británica, Canadá.[cita requerida]
Grey ha aparecido en series como Almost Human, y Bates Motel interpretando a la joven Norma Bates. Su primer papel en una película llegó en 2013, cuando interpretó a la hija del personaje de Jennifer Beals, en la película Cinemanovels, que fue seleccionada para el Festival Internacional de Cine de Toronto de 2013. Grey ha aparecido en varias películas de televisión. En agosto de 2016 Grey fue anunciada para interpretar a Courtney Whitmore/Stargirl en la segunda temporada de la serie de televisión de The CW Legends of Tomorrow.

## Filmografía

### Películas
| Año  | Título                             | Papel           | Notas                                           |
| ---- | ---------------------------------- | --------------- | ----------------------------------------------- |
| 2013 | Cinemanovels                       | Julia           |                                                 |
| 2013 | El abrazo del Vampiro              | Joven Charlotte | Directo-a-video                                 |
| 2014 | For The Good of The Company        | N/A             | Cortometraje                                    |
| 2017 | Power Rangers                      | Amanda          | Largometraje                                    |
| 2018 | No One Would Tell (Nadie lo diría) | Jacqueline      | Remake de la película No One Would Tell de 1996 |
| TBA  | Last Night in Suburbia             | Hailey          | Post Producción                                 |

### Televisión
| Año       | Título              | Papel                      | Notas                                             |
| --------- | ------------------- | -------------------------- | ------------------------------------------------- |
| 2013      | Almost Human        | Lila                       | Episodio: "Perception"                            |
| 2014      | Bates Motel         | Joven Norma                | Episodio: "Check-Out"                             |
| 2015      | The Wrong Girl      | Sophia Allen               | Película para televisión                          |
| 2015      | Liar, Liar, Vampire | Caitlin                    | Película para televisión                          |
| 2015      | A Mother's Instinct | Scarlett Betnner           | Película para televisión                          |
| 2016      | iZombie             | Frankie                    | Episodio: "Reflections of the Way Liv Used to Be" |
| 2016      | Lucifer             | Rose                       | Episodio: "#TeamLucifer"                          |
| 2016      | The Wedding March   | Julie Turner               | Película para televisión                          |
| 2016      | Motive              | Nancy Bailin               | Episodio: "The Dead Hand"                         |
| 2016      | Wayward Pines       | Abigail                    | Episodio: "Walcott Prep"                          |
| 2016      | Legends of Tomorrow | Courtney Whitmore/Stargirl | Papel recurrente                                  |
| 2019-2020 | The Order           | Alyssa Drake               | Elenco principal                                  |